# The Spike
The Spike (von englisch spike ‚Stachel, Dorn, Zacke‘) ist ein Klippenfelsen in der Bay of Isles an der Nordküste Südgeorgiens. Er liegt zwischen Mollyhawk Island und Crescent Island.
Sein deskriptiver Name ist erstmals auf einer Seekarte der britischen Admiralität aus dem Jahr 1931 verzeichnet.